# Zomerdijkstermolenpolder
De Zomerdijkstermolenpolder, ook bekend als de Zomerdijkstermolenkolonie, is een voormalig waterschap (molenpolder) in de provincie Groningen. Het waterschap lag bij de gehuchten Overtocht, Zomerdijk en De Heemen, tussen het Termunterzijldiep en de weg de Zomerdijk. Het werd bemalen door een achtkantige bovenkruier, gebouwd vóór 1832, die uitsloeg op het Hondshalstermaar, dat op zijn beurt via de duiker De Klieve uitwaterde op het Termunterzijldiep. Tot de polder behoorden ook gronden aan de overzijde van het Hondshalstermaar, waarvan het water via een onderleider werd aangevoerd. 
Door het graven het Verbindingskanaal bij Kopaf na 1885 kon het water de bovenloop van het Hondshalstermaar voortaan direct in het Termunterzijldiep worden geloosd. 
Het sluisje aan de monding van het maar werd toen vervangen door een grotere molen, waardoor de oude molen overbodig werd. Deze molen werd na een brand in 1917 vervangen door een ruwoliegemaal dat op zijn beurt weer in 1950 kwam te vervallen, totdat hier in 1985 het nieuwe gemaal Tonnistil werd gebouwd.
De polder is in 1950 gefuseerd met het waterschap Tonnistil.
Waterstaatkundig gezien ligt het gebied sinds 2000 binnen dat van het waterschap Hunze en Aa's.

## Heveskes
De Zomerdijkstermolenpolder moet niet worden verward met de Zomerdijksterpolder ten noorden van de Zomerdijk onder Heveskes, die is opgegaan in het waterschap Oterdum.